# Chlorocichla
Chlorocichla là một chi chim trong họ Pycnonotidae.